# 彩尊光
彩 尊光（いろどり たかてる、1992年3月10日 - ）は、埼玉県越谷市出身で、錣山部屋に所属した元大相撲力士。本名は松本 豊（まつもと ゆたか）。身長181.1cm、体重137.1kg、血液型はA型。締め込みの色は水色。 最高位は西十両11枚目（2020年1月場所）。

## 来歴
幼少期は堀切洸助（後の関脇・阿炎）の通っていた相撲道場の良き仲間として堀切と交流を重ね、可愛がられていた堀切はそのこともあって相撲を辞めずに道場通いを続けた。2007年3月場所初土俵。同期には土佐豊、琴恵光らがいる。2011年は1年を通して幕下の地位にあり、本人はTwitterで所得税の課税対象になったことを言及していた。2013年頃は当時所属していた時津風一門の大関（当時、後に横綱）鶴竜の付け人をしていた。その後幕下に定着し、2015年7月場所から、心機一転のため、それまで本名のままだった四股名を、彩に改名した。自身が埼玉県出身ということで、「彩の国」に由来した四股名である。
2017年11月場所は西幕下16枚目まで番付を上げ、2018年9月場所は関取目前の西幕下3枚目まで最高位を更新した。2019年3月場所は自己最高位の東幕下筆頭で5勝2敗の成績を残し3月27日の番付編成会議において新十両が決定した。中卒叩き上げの関取昇進は錣山部屋初。初土俵から12年での昇進とスロー出世であったが、昇進の際に錣山は「2場所で十両通過。（目標は）もちろん全部勝つこと」と発破をかけた。また、この時点では錣山が育てた関取の中で昇進までの所要場所が一番長い関取なので錣山も「この彩の昇進が1番嬉しいんです」と話し、錣山と彩のどちらが新十両力士なのかと記者を戸惑わせるほどの喜びようであった。しかし東十両13枚目で迎えた同場所は5勝5敗からの3連敗で負け越し最終的に6勝9敗、1場所で幕下降格となる。続く西幕下筆頭で迎えた7月場所は、7番相撲で十両の竜虎を破り4勝3敗と勝ち越し、1場所で十両復帰を果たす。5月場所と同じ東十両13枚目で迎えた9月場所、10日目からの3連敗で負け越し、前回と同じ6勝9敗で終わり、再び幕下に落ちる星ではあったものの、他力士との成績の兼ね合いで残留、続く11月場所、6勝7敗からの2連勝で結果的に自身唯一となる十両での勝ち越しを果たす。しかし2020年1月場所途中で怪我により休場し幕下に2度目の陥落、続く3月場所も2日目の1番相撲に敗れた後休場し、5月場所中止の後の7月場所も全休で三段目に陥落するが、9月場所から2場所連続勝ち越しで2021年1月場所には幕下復帰を果たす。それぞれ1場所で三段目再陥落、幕下復帰となった後の5月場所で勝ち越したものの、7月場所全休で再度三段目陥落。しかし9月場所からの3場所連続勝ち越しで、2022年3月場所は幕下38枚目まで戻したが同場所全休で再び三段目陥落、5月場所は三段目西18枚目で5勝2敗と勝ち越したものの、同場所千秋楽に、30歳で現役引退を発表。引退の理由は両膝の怪我により稽古がままならなくなったことであった。引退の際に彩は稽古で胸を出してくれた19代立田川に感謝を表しているが、19代立田川は自分が怪我で稽古場に立てず胸を出せなかった時期（重傷を負って現役引退することになった2014年 - 2015年頃）があったせいで彩の関取昇進が遅れたと悔いていた。6月18日に都内で断髪式を行った。

## 人物
- 好物はステーキ、焼肉、ハンバーガー、トウモロコシ[13]。
  - お気に入りのステーキ屋チェーン店はビリー・ザ・キッド[14]。
  - 2012年7月の発言では、トウモロコシは大好物ベスト4[15]。
  - お気に入りのハンバーガーチェーン店はマクドナルド[16]。
  - 苦手なものは注射[16]。
- 2012年のクリスマスイブにはドミノ・ピザのLサイズのピザを1ホール食べた[17]。
- 普段から『まんが日本昔ばなし』の作中に出るような山盛りの盛り付け方をした、1杯あたり推定2合の米を昼のちゃんこで常食する[18]。
- 錣山曰く「部屋の衆と分け隔てなく接する部屋のムードメーカー」[19]。

## 取り口
突っ張りを主体とした突き押し力士だが、弟弟子の阿炎とは異なり動き回るというより愚直に突っ張って押し込んで土俵外に出すタイプ。精神面が課題であり本場所に弱いため、錣山は何回か座禅に連れて行ったという。錣山はまた、極端に緊張しやすい彩の性格を考慮し、緊張しても体が勝手に反応できるように基礎運動や申し合いなど、徹底的に相撲の稽古を積ませた。
叩き癖がそれまであったが、2018年頃から改善され、それにより十両昇進を掴んだ。

## エピソード
- 弟弟子の阿炎は1度目の十両昇進から4場所で幕下に落ちた後、しばらく腐って稽古も雑用もサボっていたが、彩はそんな阿炎に「おい、あまり調子に乗ってるんじゃないぞ。お前みたいに才能に恵まれてパパーッと上がれたヤツが、こんなんでクサっちゃうなんて、もったいなさ過ぎるぞ!」と喝を入れた[10]。
  - 引退の際に彩本人は阿炎に「大関、横綱に上がってもらいたい。そもそもがセンスの塊で、大人になって考え方も変わってきて稽古を一生懸命するようになりました。才能の塊が努力をしたら、こうなる。もっと上を目指して稽古して欲しい」とエールを送っている[7]。
- 本場所で強い、いわゆる「場所相撲」の阿炎に対して、彩は稽古場で強い「稽古場大関」である、と十両昇進の際の報道で明かされている[19]。
- 阿炎は小学校時代からの後輩なので、昇進会見ではつい番付順を忘れて一瞬「あいつ」と指してしまった[21]。
- 2019年9月場所の初日では幕内経験者の勢との一文字対決が十両で初めて実現した。
- 自己最高位の西十両11枚目で迎えた2020年1月場所では、場所前に痛めていた右膝を6日目の取組でさらに痛めてしまい、7日目より休場となった。それにより、彩にとって2007年3月場所の初土俵以来初めての休場となってしまった[22][23]。
- 母は彩の新序ノ口場所での勝ち越しの際に得た場所手当などの給金を渡された際、新十両場所の十両土俵入りなどで、泣いて喜んでくれた[7]。そんな母は2021年11月場所直前の2021年11月13日に脳幹出血により51歳で死去。直近2年間は新型コロナウイルス感染拡大により実家には戻れず、最後に母と対面したのは2019年3月に自身が怪我をして入院した先に見舞いに来てくれた時であった。母の死去の際に師匠は無理に場所に出場することはないと休場も視野に入れたが、それでは母に申し訳ないため場所に出場し、1勝3敗から3連勝して勝ち越した[7]。
- 引退して角界を離れた後、師匠の錣山の臨終に入院先で立ち会った。死去した後で部屋に運ばれた遺体に対面した際の気持ちを「たまに見せる、すごく優しい顔をしていました。いつもは厳しいですが、自分がいい相撲を取った後とか、本当にたまにだけ見せてくれる優しい顔。安らかな表情でした」と悲しみをこらえながら話した[20]。

## 通算成績
- 通算成績：338勝283敗34休（90場所）
- 十両成績：21勝31敗8休（4場所）

### 場所別成績
| | 一月場所 初場所（東京） | 三月場所 春場所（大阪） | 五月場所 夏場所（東京）   | 七月場所 名古屋場所（愛知） | 九月場所 秋場所（東京） | 十一月場所 九州場所（福岡） |
| --- | ----------------------- | ----------------------- | ------------------------- | --------------------------- | ----------------------- | --------------------------- |
| 2007年 （平成19年） | x                       | （前相撲）              | 東序ノ口18枚目 6–1        | 東序二段65枚目 4–3          | 東序二段43枚目 3–4      | 西序二段58枚目 3–4          |
| 2008年 （平成20年） | 西序二段82枚目 4–3      | 西序二段54枚目 4–3      | 東序二段30枚目 5–2        | 東三段目95枚目 3–4          | 西序二段14枚目 3–4      | 西序二段32枚目 4–3          |
| 2009年 （平成21年） | 東序二段12枚目 3–4      | 西序二段34枚目 6–1      | 東三段目69枚目 5–2        | 西三段目42枚目 3–4          | 東三段目60枚目 5–2      | 東三段目33枚目 3–4          |
| 2010年 （平成22年） | 東三段目51枚目 5–2      | 西三段目23枚目 4–3      | 西三段目12枚目 2–5        | 東三段目40枚目 4–3          | 西三段目22枚目 4–3      | 西三段目10枚目 4–3          |
| 2011年 （平成23年） | 西幕下59枚目 4–3        | 八百長問題 により中止   | 西幕下49枚目 3–4          | 東幕下52枚目 5–2            | 東幕下36枚目 4–3        | 東幕下32枚目 4–3            |
| 2012年 （平成24年） | 西幕下25枚目 3–4        | 西幕下33枚目 4–3        | 東幕下27枚目 4–3          | 東幕下22枚目 2–5            | 西幕下37枚目 3–4        | 西幕下45枚目 5–2            |
| 2013年 （平成25年） | 西幕下31枚目 3–4        | 西幕下38枚目 4–3        | 西幕下28枚目 5–2          | 東幕下16枚目 2–5            | 西幕下30枚目 2–5        | 東幕下47枚目 4–3            |
| 2014年 （平成26年） | 西幕下40枚目 5–2        | 西幕下25枚目 3–4        | 東幕下34枚目 5–2          | 西幕下23枚目 2–5            | 西幕下40枚目 5–2        | 東幕下25枚目 4–3            |
| 2015年 （平成27年） | 東幕下20枚目 2–5        | 西幕下31枚目 4–3        | 西幕下25枚目 3–4          | 東幕下37枚目 5–2            | 東幕下20枚目 3–4        | 東幕下29枚目 6–1            |
| 2016年 （平成28年） | 西幕下10枚目 3–4        | 東幕下16枚目 3–4        | 東幕下26枚目 5–2          | 西幕下17枚目 4–3            | 東幕下14枚目 5–2        | 東幕下8枚目 3–4             |
| 2017年 （平成29年） | 東幕下12枚目 3–4        | 西幕下18枚目 5–2        | 西幕下12枚目 2–5          | 東幕下29枚目 3–4            | 西幕下39枚目 6–1        | 西幕下16枚目 3–4            |
| 2018年 （平成30年） | 東幕下24枚目 4–3        | 西幕下19枚目 5–2        | 西幕下12枚目 5–2          | 西幕下6枚目 4–3             | 西幕下3枚目 4–3         | 西幕下2枚目 3–4             |
| 2019年 （平成31年 /令和元年） | 西幕下6枚目 6–1         | 東幕下筆頭 5–2          | 東十両13枚目 6–9          | 西幕下筆頭 4–3              | 東十両13枚目 6–9        | 西十両14枚目 8–7            |
| 2020年 （令和2年） | 西十両11枚目 1–6–8      | 西幕下7枚目 0–2–5       | 感染症拡大 により中止     | 西幕下42枚目 休場 0–0–7     | 西三段目22枚目 4–3      | 東三段目7枚目 4–3           |
| 2021年 （令和3年） | 西幕下56枚目 2–5        | 東三段目18枚目 5–2      | 東幕下52枚目 4–3          | 東幕下42枚目 休場 0–0–7     | 西三段目22枚目 5–2      | 西幕下57枚目 4–3            |
| 2022年 （令和4年） | 西幕下47枚目 4–3        | 東幕下38枚目 休場 0–0–7 | 西三段目18枚目 引退 5–2–0 | x                           | x                       | x                           |
| 各欄の数字は、「勝ち-負け-休場」を示す。 優勝 引退 休場 十両 幕下 三賞：敢=敢闘賞、殊=殊勲賞、技=技能賞 その他：★=金星 番付階級：幕内 - 十両 - 幕下 - 三段目 - 序二段 - 序ノ口 幕内序列：横綱 - 大関 - 関脇 - 小結 - 前頭（「#数字」は各位内の序列） |                         |                         |                           |                             |                         |                             |

## 改名歴
- 松本 豊（まつもと ゆたか）2007年3月場所 - 2015年5月場所
- 彩 尊光（いろどり たかてる）[25]2015年7月場所 - 2022年5月場所

## 主なメディア出演

### TV出演
- 大河ドラマ「平清盛」（NHK、2012年6月17日）- 相撲人 役
- 「密着！すもう部屋物語～第四幕～」（BS日テレ、2019年1月10日）